# محمد مجاد
مجاد محمد هو محامي وسياسي جزائري و عضو في جبهة التحرير الوطني الجزائرية، عين بعد استقلال الجزائر مديراً عاماً للأمن الوطني لفترة وجيزة امتدت بين 22 جويلية 1962 وديسمبر 1962.

## على رأس المديرية العامة للأمن الوطني
كلف عبد القادر حصار من طرف جبهة التحرير الوطنية بتوظيف المسبلين (وهم العناصر المدنية غير المعروفين لدى مصالح الاستخبارات الفرنسية) للمهام الشرطية والأمنية وذلك للفترة بين 19 مارس إلى 5 جويلية 1962.
بعد تعيينه رئيساً للديوان قام عبد القادر حصار بتعيين مجاد محمد كأول مدير عام للأمن الوطني بتاريخ 5 جويلية 1962 وتم تسليمه المهام يوم 22 جويلية 1962 وهو التاريخ الذي تحتفل فيه الشرطة الجزائرية بيومها الوطني.
وقد قام مجاد محمد بالعديد من الأمور الأساسية على رأس الأمن الوطني خلال فترة ولايته القصيرة أهمها:
1. ملء الفراغ الذي تركه رحيل موظفي الشرطة الفرنسية الجماعي.
2. استقدام إطارات من تونس والمغرب وعددهم لم يتجاوز المئة.
3. التحاق ثلاثين شاب برتبة محافظ شرطة بعثت بهم جبهة التحرير الوطني إلى أكاديمية الشرطة بالقاهرة خلال السنتين الأخيرتين للثورة التحريرية، و كانت مساهمتهم حاسمة في التكوين آنذاك.

وفي نفس الفترة تم إنشاء مدرسة الشرطة بحسين داي لتكوين الإطارات سنة 1962.